# George Davidson (atleta)
George Davidson (Auckland, 8 ottobre 1898 – Waikato, 25 settembre 1948) è stato un velocista neozelandese.

## Biografia
Partecipò ai Giochi olimpici di Anversa 1920 dove raggiunse la finale dei 200 metri, che concluse al quinto posto. Nella gara dei 100 metri, invece, fu eliminato nei quarti di finale.

## Palmarès
| Anno | Manifestazione  | Sede    | Evento    | Risultato        | Prestazione | Note  |
| ---- | --------------- | ------- | --------- | ---------------- | ----------- | ----- |
| 1920 | Giochi olimpici | Anversa | 100 metri | Quarti di finale |             | [ 1 ] |
| 1920 | Giochi olimpici | Anversa | 200 metri | 5º               |             | [ 2 ] |